# Погонич кусайський
Погонич кусайський (Zapornia monasa) — вимерлий вид журавлеподібних птахів родини пастушкових (Rallidae). Вид був ендеміком острова Косрае з Каролінських островів (Федеративні Штати Мікронезії). Генріх фон Кітліц зібрав єдині два відомі екземпляри у 1827—1828 роках і вже тоді вид був рідкісним. Протягом наступних півстоліття вид поступово зник. Німецький орнітолог Отто Фінш не зміг знайти цього птаха під час своєї експедиції в 1880 році, а експедиція Вітні в Південних морях у 1931 році остаточно підтвердила вимирання птаха. Очевидно, птахи стали жертвами щурів, які заполонили Косрае після того, як їм вдалося втекти з місіонерських і китобійних суден.